# Pale (Ringkampf)
Pale (altgriechisch πάλη pálē), der Ringkampf, war eine wichtige Übung in der altgriechischen Gymnastik, welche in der Gruppe des Pentathlon die fünfte Stelle einnahm.
Mit dem Diskoswerfen und Weitsprung reicht die Pale in die ältesten Zeiten der griechischen Gymnastik zurück und war nach den Schilderungen Homers schon in der Heroenzeit einer der beliebtesten Wettkämpfe; in den Ringschulen fand sie später noch eine höhere Ausbildung. Die gewöhnlichsten Manöver, um den Gegner zu werfen, waren:
- das feste Umfassen des Leibes mit beiden Armen,
- Ergreifen und Emporziehen eines oder beider Schenkel,
- das Beinstellen,
- das Treten mit der Ferse in die Kniekehle des Gegners,
- das Umschlingen und Drosseln des Halses mit den Armen,
- gewaltsames Zusammenstoßen der Stirnen,
- Zusammendrücken der Finger des Gegners bis derselbe, von Schmerz bezwungen, sich für besiegt erklärte.

Alle unerlaubten Griffe, namentlich Schlagen und Beißen, waren verpönt.
Dieser Artikel basiert auf einem gemeinfreien Text aus Meyers Konversations-Lexikon, 4. Auflage von 1888 bis 1890.